# 크루노슬라브 로브레크
크루노슬라브 로브레크(Krunoslav Lovrek, 1979년 9월 11일 ~ )는 크로아티아의 축구 선수이다. 현재 NK 세스베테에서 공격수로 뛰고 있다. K-리그 시절 등록명은 로브렉이다.

## 클럽 경력

### NK 자그레브
로브렉은 NK 자그레브에서 뛴 2006-2007 시즌에 18골로 팀에서 가장 많은 득점을 올렸다. 또한 2007-2008 시즌에는 2008년 1월 그가 부상당할 때까지 14골을 기록했다.

### 전북 현대 모터스
K-리그의 전북 현대 모터스로 이적한 후 공식 경기 데뷔전이었던 페르시푸라와의 2010 AFC 챔피언스리그 1차전 경기에서 해트트릭을 기록하며 4-1 승리에 기여한데 이어 2010 K리그 개막전 수원 삼성 블루윙즈와의 정규리그 데뷔 경기에서도 골을 터뜨렸다. 이어서 다음 라운드에서 전반 8분 교체 투입되자마자 제주 유나이티드를 상대로도 골을 기록하며 골 행진을 이어갔다. 이후 주로 경기 중반 조커로 투입되며 데뷔 시즌 총 리그 25경기에 출전하여 9골을 기록하였다. 2011 시즌에도 주로 조커로 기용되었으나 25경기에 출전하여 2골을 기록하는 부진한 모습을 보였다.
2012년 전북을 떠나 칭다오 중넝에 입단하였으나 반 시즌 만에 시드니 FC로 이적하였다.